# 에밀 허시

## 생애
에밀 허시(Emile Hirsch, 1985년 3월 13일 ~ )는 미국의 배우이다.
캘리포니아주 팜스에서 마가렛 허쉬와 데이빗 허쉬 사이에서 태어났다. 그의 어머니인 마가렛 허쉬는 예술가였으며 아버지 데이빗 허쉬는 프로듀서였다. 로스엔젤레스와 산타페, 뉴멕시코에서 유년기를 보냈으며 학창시절 연기를 처음 접하게 된다. 그는 11살의 나이로 킨드레드 : 디 임브레이스드 (Kindred: The Embraced)에 출연하여 첫 연기를 선보인다. 이후 헐리우드에 데뷔하기 전까지 가간투아 (Gargantua) , 복사의 위험한 삶 (The Dangerous Lives Of Altar Boys) 등의 TV 시리즈에 출연한다. 이후 꾸준히 다양한 작품들에 등장했는데, 그의 대표작으로는 내겐 너무 아찔한 그녀 (The Girl Next Door) (2004), 인투 더 와일드 (Into the Wild) (2007), 밀크 (Milk) (2008), 론 서바이버 (Lone Survivor) (2013) 등이 있다.

## 출연
- 2024년: 더 라이언: 사막의 생존자들 (Prey) - 그룬 역
- 2021년: 트롤헌터: 라이즈 오브 타이탄 (Trollhunters: Rise of the Titans)
- 2021년: FBI 데스트랩 (Midnight in the Switchgrass) - 바이런 크로포드 역
- 2020년: 더 컴백 트레일 (The Comeback Trail) - 제임스 무어 역
- 2020년: 퍼펙트 건맨 (Never Grow Old) - 패트릭 테이트 역
- 2020년: 포스 오브 네이쳐 (Force of Nature) - 카딜로 역
- 2019년: 네버 그로우 올드 (Never Grow Old)
- 2019년: 원스 어폰 어 타임... 인 할리우드 (Once Upon a Time... in Hollywood) - 제이 세브링 역
- 2018년: 언 이브닝 위드 비버리 러프 린 (An Evening with Beverly Luff Linn)
- 2018년: 아웃사이더 (The Outsider) - 폴리 바네티 역
- 2018년: 프릭스 (Freaks) - 헨리 역
- 2016년: 제인 도 (Autopsy of Jane Doe) - 오스틴 역
- 2014년: 투와이스 본 (Twice Born) - 디에고 역
- 2013년: 론 서바이버 (Lone Survivor) - 대니 디에츠 역
- 2013년: 프린스 아발란체 (Prince Avalanche) - 랜스 역
- 2012년: 모텔 라이프 (The Motel Life) - 프랭크 리 역
- 2012년: 파괴자들 (Savages) - 스핀 역
- 2011년: 다크 아워 (The Darkest Hour) - 루크 역
- 2011년: 킬러조 (Killer Joe) - 크리스 스미스 역
- 2009년: 테이킹 우드스탁 (Taking Woodstock) - 빌리 역
- 2008년: 스피드 레이서 (Speed Racer) - 스피드 레이서 역
- 2008년: 밀크 (Milk) - 클리브 존스 역
- 2007년: 내가 숨쉬는 공기 (The Air I Breathe) - 토니 역
- 2007년: 인투 더 와일드 (Into the Wild) - 크리스토퍼 역
- 2006년: 알파독 (Alpha Dog) - 조니 역
- 2005년: 독타운의 제왕들 (Lords of Dogtown)
- 2004년: 내겐 너무 아찔한 그녀 (The Girl Next Door) - 매튜 키드맨 역
- 2002년: 엠퍼러스 클럽 (The Emperor's Club) - 세드윅 벨 역
- 2002년: 복사의 위험한 삶 (The Dangerous Lives Of Altar Boys) - 프랜시스 도일 역
- 1998년: 가간투아 (Gargantua) - 브랜든 엘웨이 역
- 1996년: 머신 건 블루스 (Machine Gun Blues / Black Rose Of Harlem)